# Aleksej Evert
Aleksej Jermolajevitj Evert (ryska: Алексей Ермолаевич Эверт), född 4 mars 1857, död 10 maj 1926 (eller 1918), var en rysk militär.
Evert blev officer vid infanteriet 1876, överste 1891, deltog som arméstabschef vid 1:a manchuriska armén under rysk-japanska kriget 1904-05, blev armékårschef 1908, general vid infanteriet 1911 och chef för militärdistriktet Irkutsk 1912. Vid första världskrigets utbrott erhöll Evert befälet över 4:e armén, blev besegrad av österrikarna i slagen vid Krasnik 23-25 augusti 1914 men tvingade senare dessa till återtåg mot nedre San. Han förflyttades därefter till ryska nordvästfronten och blev i september 1915 befälhavare över ryska västfronten, där han i mars och juli 1916 företog misslyckade genombrytningsförsök i Litauen och vid Barnovitj (nu Baranavitjy). I mars 1917 entledigades Evert av den provisoriska regeringen från sitt befäl.
Enligt Vladimir Drutskoj-Sokolinskijs memoarer sköts Evert 1918 i Mozjajsk av bolsjevikerna. Stora sovjetencyklopedin uppger emellertid att han efter 1917 ägnade sig åt biodling i Vereja och dog den 10 maj 1926.